# Bali (Sprache in Nigeria)
Das Bali (auch bekannt als Bibaali, Maya, Abaali, Ibaale oder Ibaali) ist eine Niger-Kongo-Sprache, die von 2.000 Personen (2006) in Demsa und Adamaua in Nigeria gesprochen wird.
Sie hat keinen offiziellen Status und ist eine marginalisierte Sprache.
Das in Nigeria gesprochene Bali ist grundverschieden von der in der Demokratischen Republik Kongo gesprochenen Bali-Sprache.